# 佩列瓦爾內角
佩列瓦尔内角（俄语：Мыс Перевальный）或诸津岬（日语：／）是萨哈林岛西海岸的海角，属萨哈林州烏格列戈爾斯克区，附近有诸津川注入，较近的海角有巴克拉诺夫角、波列维角和伊兹利梅捷夫角，年降水量1,062毫米。